# Gallowsbird's Bark

Gallowbird's Bark est le premier album du groupe de rock indépendant The Fiery Furnaces. Il est sorti en 2003.
La chanson We Got Back The Plague se pose clairement contre George W. Bush.

## Titres
1. South Is Only A Home - 2:43
2. I'm Gonna Run - 2:24
3. Leaky Tunnel - 3:33
4. Up In The North - 2:22
5. Inca Rag / Name Game - 3:56
6. Asthma Attack - 2:08
7. Don't Dance Her Down - 3:17
8. Crystal Clear - 2:11
9. Two Fat Feet - 4:04
10. Bow Wow - 3:47
11. Gale Blow - 2:15
12. Worry Worry - 2:05
13. Bright Blue Tie - 2:06
14. Tropical Ice-Land - 3:30
15. Rub-Alcohol Blues - 2:03
16. We Got Back The Plague - 4:15